# Lutršték

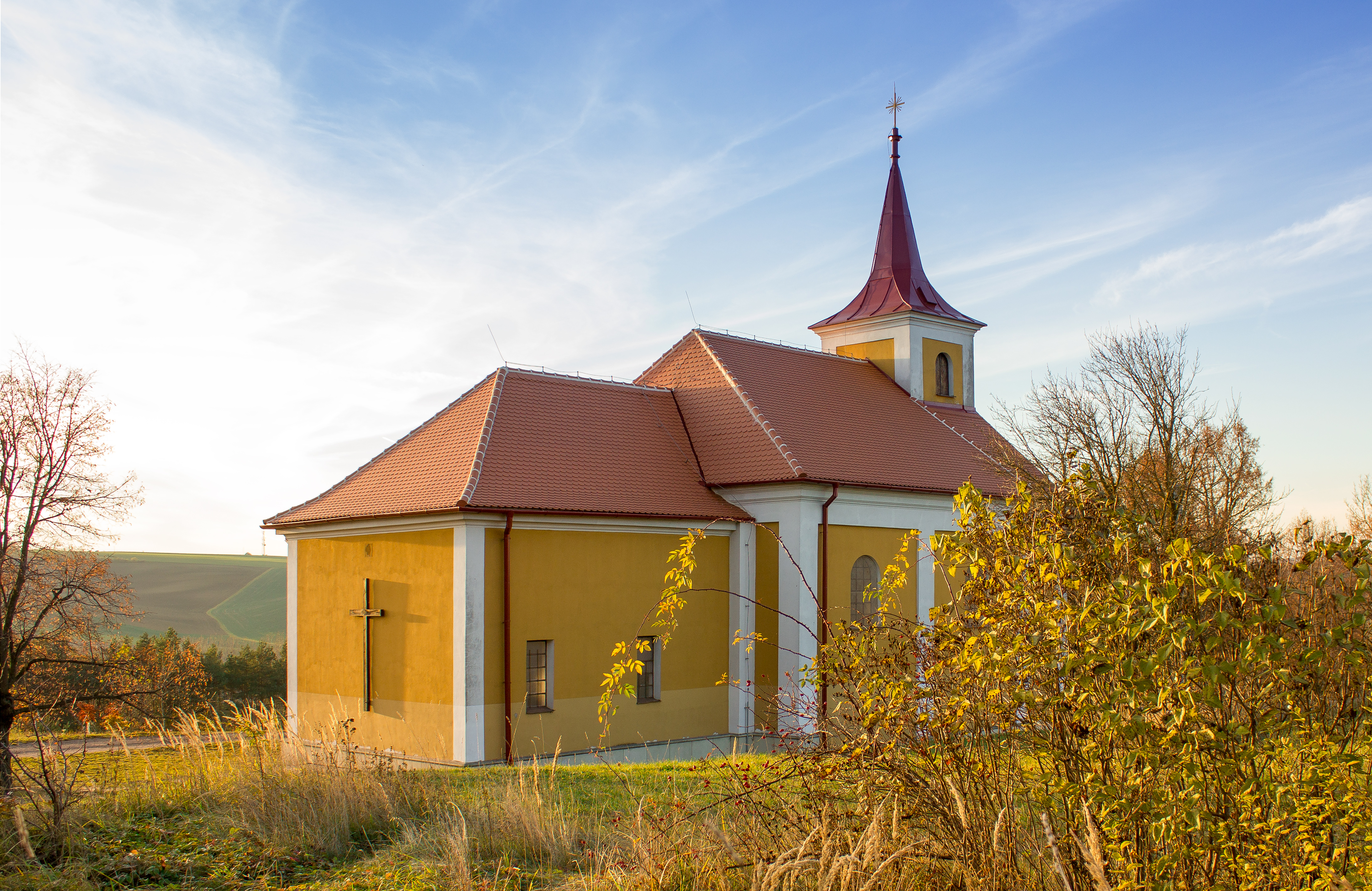
Kaple Panny Marie Bolestné na Lutrštéku

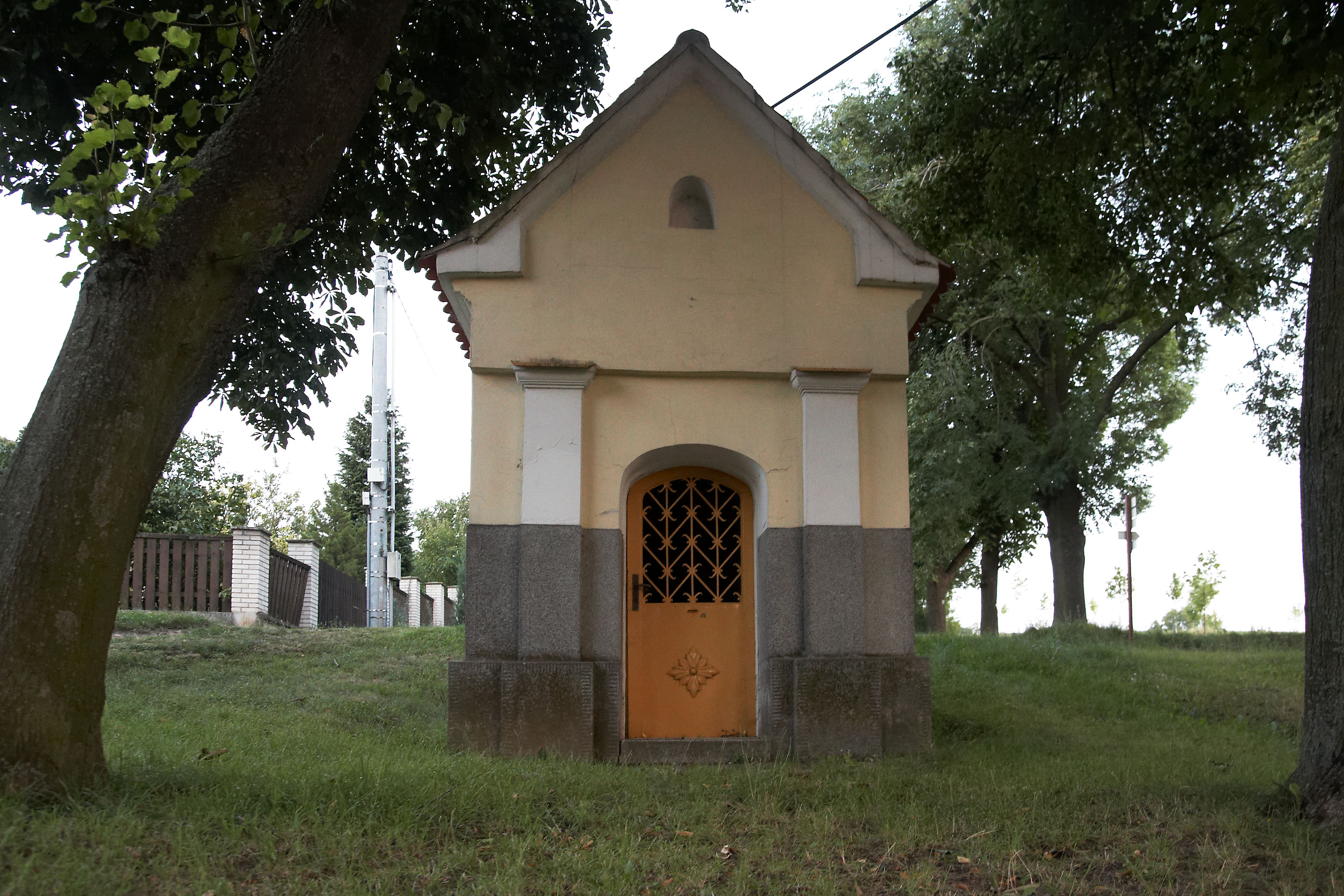
Kaplička nad pramenem

Lutršték je poutní místo nacházející se na kopci Vinohrady v katastru obce Němčany, asi 3 km severovýchodně od Slavkova. Je zde studánka s kapličkou a větší poutní kaple. Pouť se koná každoročně třetí neděli v září.

## Studánka a kaplička
Údajně léčivá voda studánky přitahovala v 19. století poutníky z celého okolí – odtud název z německého výrazu Lauter steg (samá pěšina); mělo zde dojít k několika zázračným uzdravením. Vedle ní stála prý odnepaměti malá kaplička, jejíž současná podoba je z 50. let 19. století; v ní je umístěna kamenná, asi 1 m vysoká socha Panny Marie držící na klíně ukřižovaného Krista. Místní léčivá voda bývala tak proslulá, že si ji lidé nechávali dovážet i na značné vzdálenosti.

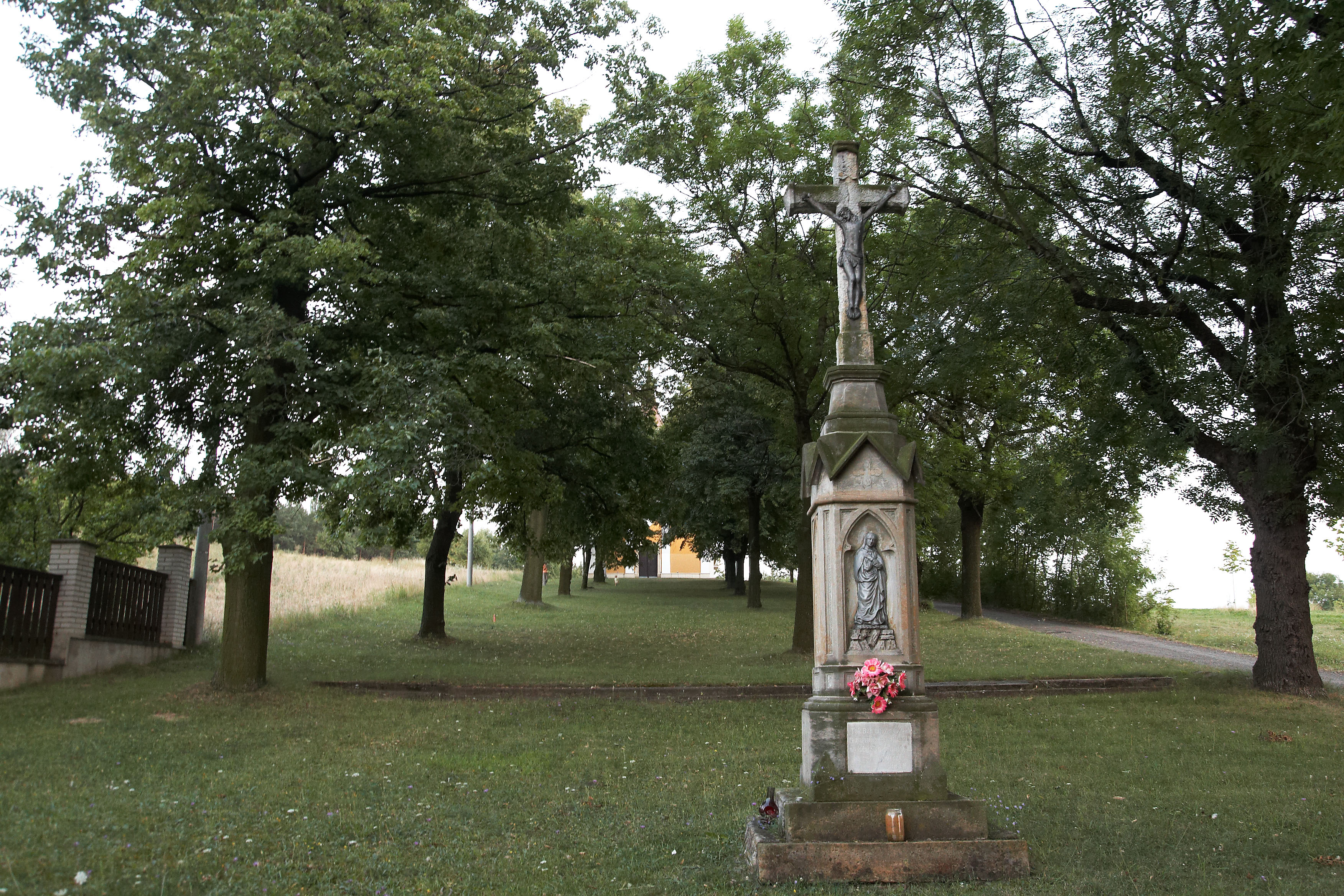
Cesta od studánky ke kapli

## Poutní kaple
Na vrcholu kopce nad pramenem byla z darů poutníků v letech 1867–1877 postavena kaple zasvěcená Panně Marii Bolestné. Jedná se o jednolodní stavbu s obdélníkovým půdorysem. Uvnitř se nachází dřevěná mariánská soška z 15. století a oltářní obraz Sedmibolestné Panny Marie od Josefa Klíra. Před kaplí stojí socha Krista Krále a litinový kříž. Ke kapli vede široké schodiště lemované vzrostlými stromy. Před schodištěm stojí kamenný kříž. Poutníků sem koncem 19. století přicházelo až 10 000 ročně.
V letech 2003–2015 proběhla celková rekonstrukce kaple.